# Музей доколумбова искусства
Музей доколумбова искусства — музей в г. Куско, Перу, посвящённый искусству Америки до 1492 года открытия её Колумбом.
Основанием для открытия музея, в 2003 году, стала коллекция, собранная из хранилища музея Ларко. Здесь представлены ювелирные изделия, керамика, металлические предметы и другие артефакты, принадлежащие культурам инков, наска, моче, уари, чиму и чанкей. Представлена выставка картин Эскуэла Кускена (Escuela Cuzqueña) и деревянных скульптур. Mузей расположен в доме конкистадора Алонсо Диасу (Alonso Díaz), а позднее герцога Кабреры. Здание построено на руинах церемониального двора инков.
Музей имеет предметы периода 1250 г. до н. э. — 1532 года, расположенные в 10 галереях: «формирующая», «Наска», «Мочика», «Уари», «Чанкай», «Чиму», «Инки», «дерево», «ювелирные изделия и камень», «серебро, золото и металлы».